# Dimne signalne naprave
Dimne signalne naprave (kompozicije) se većinom svrstavaju u signalnu ili zabavnu pirotehniku.
Brodska dimna plutajuća signalna naprava (smoke signal) proizvedeni s većim udjelom sumpora, prilikom izgaranja ne proizvode plamen, već daju velike količine dima. Tipični sastojci su sumpor (70%), organska boja (20%) i cinkov klorid (10%). Izgaranjem daju štetne plinove i dimove, a kod izgaranja im se uopće nevidi vatra. Koristi se u kombinaciji s bengalkama, u svrhu pravljenja svijetleće pozadine od njih kod spašavanja iz zraka.
Upotrebljava se isključivo danju. Kod uporabe moramo ukloniti ljepljivu traku i plastičnu kapu. Moramo povući ili zaokrenuti jednostavni prsten i signal je aktiviran. Nakon toga bacamo signal u more kad izbacuje narančasti dim u trajanju od 3-4 minute. Nastavlja ispuštati dim dok je potopljen 10 centimetara ispod vode u trajanju od 10 sekunda. Na mostu im 4, a u čamcu i splavi 2 komada.
Osim uporabe u spašavanju ljudi i plovila na moru, primjenjuju se i u policiji, vojsci i zabavnoj pirotehnici. Ako gore dulje od 3 minute, takve se naprave svrstavaju u dimne zavjese.